# フリードリヒ (バイエルン公)
フリードリヒ（Friedrich, 1339年 - 1393年12月4日）は、14世紀のバイエルン公。シュテファン2世とシチリア王フェデリーコ2世の娘イザベッラの次男。シュテファン3世の弟、ヨハン2世の兄。下バイエルン＝ランツフート公。賢公（der Weise）といわれる。

## 生涯
1375年、父の遺領を兄のシュテファン3世、弟のヨハン2世と共に相続したが、1392年には領土を3分割し、シュテファン3世はインゴルシュタット、フリードリヒはランツフートを、ヨハン2世はミュンヘンを治める事になった。1387年のザルツブルク大司教とシュヴァーベン都市同盟の対立に介入している。
1393年、ブトヴァイスで急死し、子のハインリヒ16世が後を継いだ。

## 家族
1360年にアンナ・フォン・ノイフェンと結婚した。
1. エリーザベト（1361年 - 1382年） - パルマ領主マルコ・ヴィスコンティと結婚。

1381年にベルナボ・ヴィスコンティの娘マッダレーナ（1366年 - 1404年）と再婚した。
1. エリーザベト（1383年 - 1444年） - ブランデンブルク選帝侯フリードリヒ1世と結婚。
2. マルガレータ（1384年）
3. ハインリヒ16世（1386年 - 1450年）
4. マグダレーナ（1388年 - 1410年） - ゲルツ伯ヨハン・マインハルト7世と結婚。
5. ヨハン（1390年）